# NGC 7781
NGC 7781 je spirální galaxie v souhvězdí Ryb. Její zdánlivá jasnost je 14,3m a úhlová velikost 0,8′ × 0,2′. Je vzdálená 259 milionů světelných let, průměr má 60 000 světelných let. Galaxii objevil 16. srpna 1830 John Herschel.